# Pressigny-les-Pins
Pressigny-les-Pins – miejscowość i gmina we Francji, w Regionie Centralnym, w departamencie Loiret.
Według danych na rok 1990 gminę zamieszkiwało 396 osób, a gęstość zaludnienia wynosiła 33 osoby/km² (wśród 1842 gmin Centre, Pressigny-les-Pins plasuje się na 760. miejscu pod względem liczby ludności, natomiast pod względem powierzchni na miejscu 1043.).